# Lagariça
Lagariça es una localidad caboverdiana del municipio de São Filipe.

## Geografía
La localidad está situada en la isla de Fogo.

## Organización territorial
La localidad abarca los lugares y barrios de:
- Cisterno Alto
- Cisterno Baixo
- Cisterno Meio
- Coxo
- Ilheu
- João da Noly Cima
- Lagariça
- Ribeira Isabel